# Cyperus pennatiformis
Cyperus pennatiformis är en halvgräsart som beskrevs av Georg Kükenthal. Cyperus pennatiformis ingår i släktet papyrusar, och familjen halvgräs.
Artens utbredningsområde är Hawaii.

## Underarter
Arten delas in i följande underarter:
- C. p. bryanii
- C. p. pennatiformis

## Bildgalleri

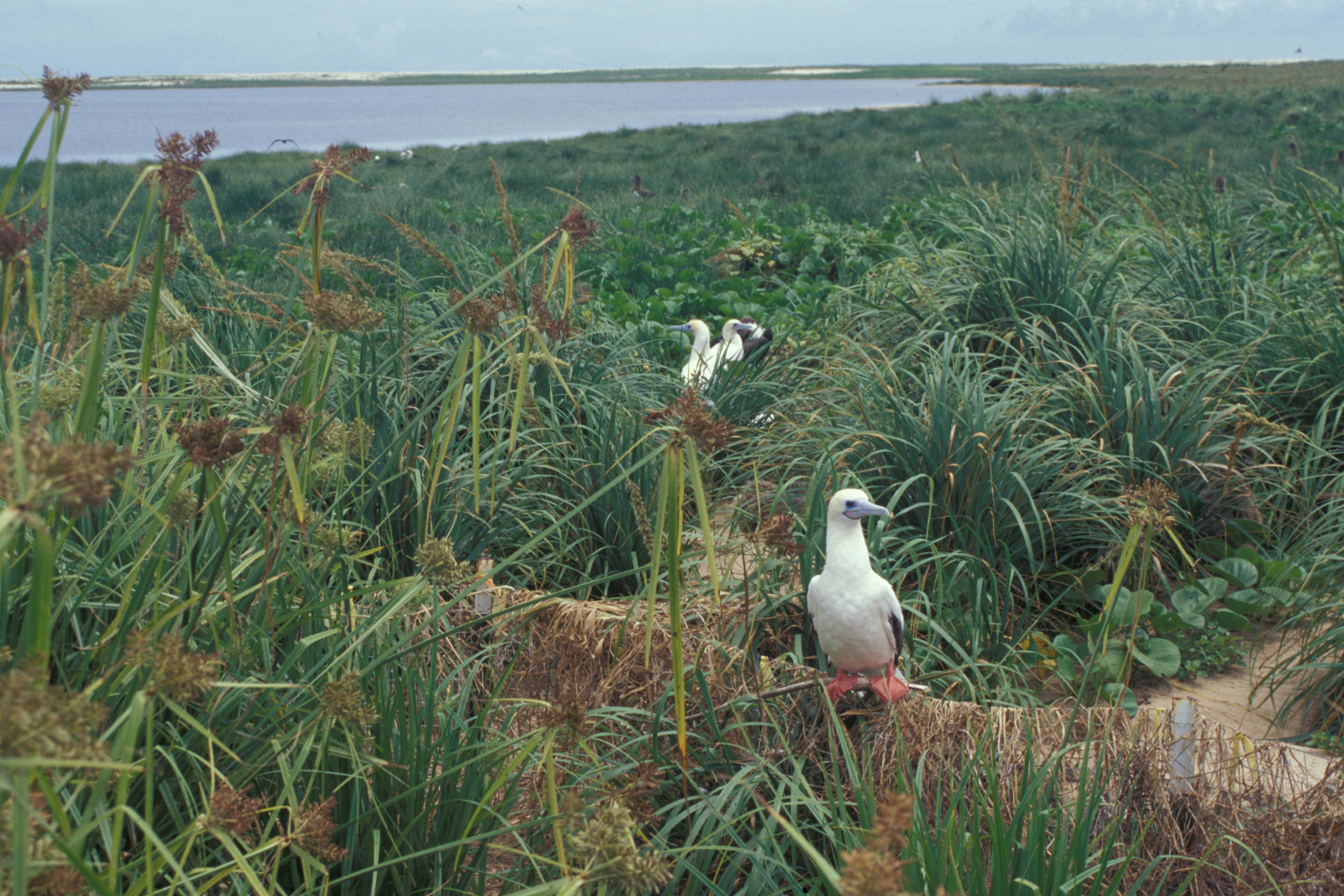